# Novozelandski zovoj
Novozelandski zovoj (lat. Procellaria westlandica) je vrsta rijetke morske ptice roda Procellaria, porodice zovoja, koja živi na Novom Zelandu. Prvi put ju je opisao novozelandski ornitolog Robert Alexander Falla 1946. godine. Duga je 50 cm, a teška je 800-1200 grama. Ima raspon krila 135-140 cm. Tamnosmeđe je boje, a kljun joj je žućkast. Hrani se ribama i lignjama, te često slijedi ribarske brodove da pojede riblje iznutrice i druge ostatke s broda. Tada lako može stradati upetljavanjem u mrežu. Velika prijetnja su joj grabežljivci, posebno divlje mačke. Gnijezdi se zimi. Okvirna populacija ove vrste je 20 000 jedinki. Prema IUCN-u je ocijenjena kao osjetljiva vrsta, ali bi mogla ubrzo postati kritično ugrožena.

## Vanjske poveznice
|  | Zajednički poslužitelj ima još gradiva o temi Procellaria westlandica |
|  | Wikivrste imaju podatke o taksonu Procellaria westlandica             |